# Вогняний янгол
«Вогняний янгол» — перший роман Валерія Брюсова, опублікований у 1907 році у журналі «Весы». В основу лягла фантастично змінена та заквітчана історія взаємин Брюсова з Ніною Петровською та Андрієм Білим. Роман послужив сюжетною основою для однойменної опери Сергія Прокоф'єва (1919—1927).

## Фабула
Дія відбувається у Рейнській області XVI століття, під час переходу європейської цивілізації від Середньовіччя до Відродження.
Повертаючись з колонії Кляйн-Венедіг у Кельн, ландскнехт Рупрехт зустрічає красуню Ренату, одержиму злим духом. Колись вона жила у замку білявого графа Генріха фон Оттергейма, якого вважала втіленням «вогняного янгола», який з'явився їй у дитинстві. Тепер вона всюди шукає Генріха, що покинув її, але безплідно.
Рената втягує закоханого в неї Рупрехта спочатку у пошуки Генріха, а потім у вивчення трактатів з демонології та філософські диспути. Він знайомиться з доктором Фаустом, Мефістофелем, окультистом Агріппою Неттесгаймським. Розказано про виклик диявола та про нічний політ на шабаш. Зрештою біснувата Рената спочатку штовхає Рупрехта на вбивство графа Генріха, а напередодні спровокованої Рупрехтом дуелі вимагає, щоб він зберіг життя графу. Під час поєдинку Рупрехт отримує поранення, і протягом свого одуження зближується з Ренатою, яка визнається йому в любові. Після деякого часу щасливого кохання до Ренати знову приходить вогняний янгол, який вказує на її порочний спосіб життя та наказує стати на шлях праведний, після чого Рената залишає Рупрехта.
Проходить час. Рупрехт у складі свити трірського архієпископа прибуває у монастир св. Ульфа, де завелася якась єресь. Джерело смути — черниця на ім'я Марія, чи то одержима бісом, чи то свята. Під натиском інквізиторів нещасна зізнається у співжитті з дияволом та інших страшних гріхах. Впізнавши у черниці свою Ренату, Рупрехт пробирається у підземелля та пропонує їй бігти. Відкинувши цю пропозицію, Рената помирає на руках у лицаря, будучи впевненою, що «вогняний янгол» відпустив їй гріхи.

## Публікація
Перше видання «Вогняного янгола» було оформлене як літературна містифікація. У передмові, що містить розбір історичного контексту, Брюсов називав себе редактором та перекладачем з німецької мови справжнього рукопису XVI століття. Текст удаваного історичного документу мав численні примітки.
У 1908 році видавництво «Скорпіон» надрукувало «Вогняний янгол» у двох томах вже під ім'ям самого Брюсова. У 1910 р. роман був перекладений на німецьку мову, у 1913 — на чеську, у 1922 — на іспанську, у 1929 — на болгарську та у 1930 — на англійську.

Андрій Бєлий, який послужив прототипом графа Генріха, у друкованому відгуці вітав ерудицію автора та його «прагнення відтворити побут старого Кельна», забарвивши його «золотим сяйвом романтизму». Згодом він іронізував над ідеєю створення роману з ключем на сучасному матеріалі:
| Ліві лапки | Перекидаючи старий Кельн у побут Москви, Брюсов часом і сам втрачав межі між життям та вимислом; так, москвичі починали у його уявленнях жити сучасниками неттесгеймського мага, Еразма та доктора Фауста; місцевість між Кельном і Базелем — між Арбатом та Знаменкою. | Праві лапки |

## Жанрові особливості
«Вогняний янгол» — перший з кількох історичних романів Брюсова. У літературознавстві відзначається складність жанрової природи книги. Одні автори пишуть, що це роман «майже реалістичний», інші розглядають його у руслі символістської прози, треті звертають увагу на продовження традицій таких готичних романів, як «Еліксири сатани».
У книзі заломилися модні у декадентів мотиви демонізму та «чортовства». При роботі над романом автор «з несамовитою пристрастю вивчав середньовічні забобони», які по суті «були глибоко чужі розважливій натурі» Брюсова, який казав: «За бога, допустимо, відсотків так сорок; та проти відсотків так сорок; а двадцять, вирішальних, — за скептицизм».